# Wadena (Iowa)
Pour les articles homonymes, voir Wadena (homonymie).
Wadena est une ville du comté de Fayette, en Iowa, aux États-Unis. Elle est incorporée le 11 juillet 1895.